# ورقة نقدية بقيمة 5 ين
ورقة نقدية بقيمة 5 ين 5 yen note (5円券) فئة من الين الياباني في اثني عشر سلسلة مختلفة من عام 1872 إلى عام 1955 لاستخدامها في التجارة. إن العملات الورقية فقط من سلسلة "أ"، التي صدرت من عام 1946 إلى عام 1955، هي العملات القانونية اليوم.

## الأوراق النقدية الحكومية والوطنية

### ميجي تسوهو (1872-1879)
اعتمدت أول خمس أوراق نقدية من الين وصدرت من قِبل الحكومة اليابانية هي جزء من سلسلة تُعرف باسم Meiji Tsūhō (明治通宝). هذه الأوراق النقدية أول عملة يابانية على الإطلاق تطبع باستخدام الطباعة الغربية في دوندورف وناومان، التي تقع في فرانكفورت. صممت أوراق ميجي تسوهو النقدية بواسطة إدواردو شيوسوني في وقت ما من عام 1870 أثناء عمله لدى دوندورف نومان نيابة عن البنك الوطني في مملكة إيطاليا. بدأت عملية تحويل التصميم الذي اقترحه كيوسوني إلى حقيقة مع إنشاء "مكتب الطباعة الإمبراطوري في اليابان" في عام 1871 (السنة الرابعة من ميجي). من أجل إنتاج العملة، تواصلت الحكومة اليابانية مع دوندورف وناومان للحصول على إمكانية الوصول إلى التكنولوجيا الغربية. كان لدى كيوسوني خلاف مع البنك الإيطالي حيث وصلت علاقته معهم إلى نقطة الانهيار. عندما اقترحت الشركة كيوسوني لتولي دور النقاش، قُبل العرض بسرعة. سُلِم إنتاج النقود إلى مكتب الطباعة الإمبراطوري في يناير 1872 عندما بدأت الأوراق النقدية في الوصول من ألمانيا. تركت جميع هذه الوثائق غير مكتملة عمدًا لأسباب أمنية، حيث اضيفت عبارة "ميجي تسوهو" وعلامة وزير المالية بواسطة مكتب الطباعة الإمبراطوري. وفي نهاية المطاف استخدمت الطباعة على الخشب لتوفير عناء كتابة الأحرف "ميجي تسوهو" بخط اليد على كل ورقة نقدية على حدة على مئات الأوراق. صدرت خمس أوراق نقدية من فئة الين على وجه الخصوص في 25 يونيو 1872 (السنة الخامسة من ميجي) بقياس 137 ملم × 89 ملم. تتميز هذه الأوراق النقدية بتصميم متقن كان من الصعب تزويره في ذلك الوقت حيث كان التزوير منتشرًا في السابق مع أوراق العشائر النقدية. في حين أن اليابانيين انتجوا في وقت لاحق بعض أوراق ميجي تسوهو محليًا، إن الإنتاج الكامل لهذه الفئة في ألمانيا.
نجح التصميم المعقد ضد المزورين لفترة زمنية غير معروفة قبل أن يجدوا طريقة للتغلب عليه. حصل هؤلاء اللصوص بشكل قانوني على الأوراق النقدية غير المختومة المرسلة إلى اليابان من ألمانيا. في العادة، يقوم المسؤولون اليابانيون بإضافة طوابع إلى الأوراق النقدية لإتمام العملية، ولكن في هذه الحالة اضاف المزورون طوابعهم الخاصة. كانت هناك قضية رئيسية أخرى وهي ثورة ساتسوما في فبراير 1877، التي ساهمت في إحداث تضخم هائل بسبب كمية الأوراق النقدية غير القابلة للتحويل التي صدرت للدفع. استجابت الحكومة اليابانية بوقف إصدار الأوراق النقدية الحكومية في عام 1879 كعلاج محتمل للوضع. خلال هذه الفترة، عانت الأوراق النقدية القانونية من فئة الخمسة ينات "ميجي تسوهو" من مشاكل تتعلق بجودة الورق، وتداولت مع أوراق مزيفة. أدت هذه المشاكل إلى قيام الحكومة اليابانية بإصدار أوراق نقدية جديدة بقيمة خمسة ينات في عام 1882 لتحل محل أوراق ميجي تسوهو القديمة. اتخذ بعد ذلك تدابير إضافية شملت إنشاء بنك مركزي يعرف باسم بنك اليابان. كان من المقرر سحب جميع أوراق ميجي تسوهو المتبقية المتداولة والتي لم تسترد بالفعل لصالح العملات الذهبية أو أوراق بنك اليابان المطبوعة حديثًا. انتهت فترة التبادل هذه عند إلغاء أوراق ميجي تسوهو في 9 ديسمبر 1899.

### الأوراق النقدية الوطنية (1873-1880)

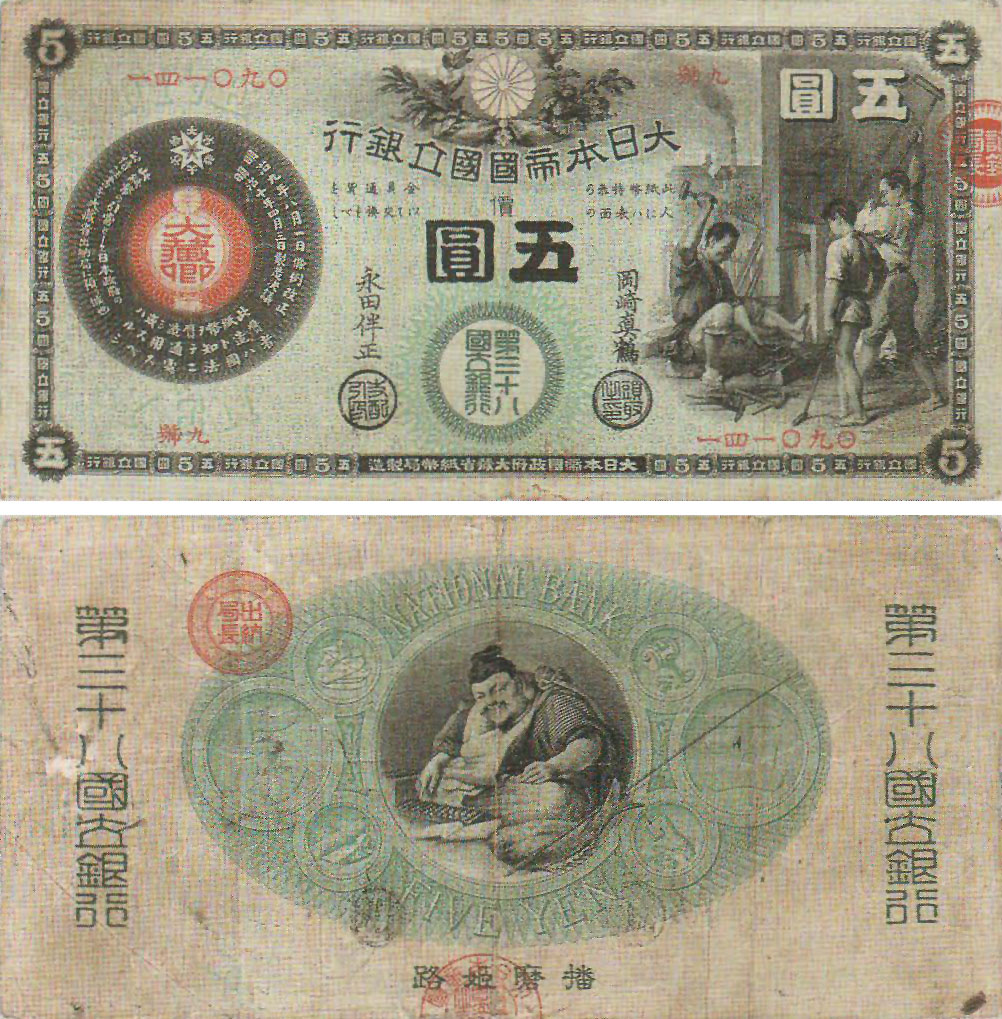
ورقة نقدية وطنية جديدة (خمسة ينات)

جاءت فكرة الاوراق النقدية الوطنية national bank notes (国立銀行紙幣) في اليابان من إيتو هيروبومي عندما كان يدرس في الولايات المتحدة في عام 1871. خلال هذه الفترة، عملت حكومة ميجي على إنشاء نظام نقدي مدعوم بالذهب بناءً على توصية هيروبومي. قبلت الحكومة اليابانية اقتراح هيروبومي بشأن الأوراق النقدية الوطنية في عام 1872 من خلال إنشاء "قانون البنك الوطني" الذي نظم نظامًا لامركزيًا "على الطراز الأمريكي" للبنوك الوطنية. فوضت كل من هذه البنوك من قِبل الدولة لإصدار أوراق نقدية قابلة للاستبدال بالذهب من الاحتياطيات التي تحتفظ بها البنوك. وفي النهاية مُنح الإذن لهذه البنوك الخاصة بالسماح بإصدار الأوراق النقدية الوطنية في أغسطس 1873. يُشار أيضًا إلى الأوراق النقدية الأولى الصادرة باسم old national bank notes (旧国立銀行券). تبلغ قيمة الأوراق النقدية الوطنية من فئة الخمسة ينات 80 ملم × 190 ملم لحجمها، وهي مصممة على غرار نظيراتها في الولايات المتحدة. يظهر على الوجه الأمامي صورة لزراعة الأرز، حصاده، وأختام البنوك، بينما يصور الوجه الخلفي منظرًا بعيدًا لنيهونباشي مع جبل فوجي. تداولت هذه الأوراق المالية كأوراق مالية قابلة للتحويل لمدة ثلاث سنوات تقريبا قبل أن يصبح ارتفاع سعر الذهب مشكلة. اعتمد تعديل على قانون البنك الوطني في أغسطس 1876 مما جعل الأوراق النقدية غير قابلة للتحويل. وبموجب هذا التعديل لم يكن هناك حد لكمية النقود الورقية التي يمكن إصدارها. سمح هذا الإجراء أيضًا للبنوك الخاصة باستبدال الأوراق النقدية الوطنية بأوراق نقدية غير قابلة للتحويل صادرة عن الحكومة بدلاً من استبدالها بالذهب. تفاقمت التأثيرات السلبية الناجمة عن هذا التعديل في صورة التضخم إلى حد كبير بسبب ثورة ساتسوما في فبراير 1877. وبينما حل التمرد بسرعة، اضطرت الحكومة اليابانية إلى طباعة كمية كبيرة من الأوراق النقدية كوسيلة للدفع.
يُشار إلى الأوراق النقدية الوطنية أيضًا باسم new national bank notes (新国立銀行券) لأنها تختلف عن نظيراتها الأقدم في مكان المنشأ. انتجت هذه الأوراق النقدية محليًا بدلاً من المهمة الأكثر صعوبة المتمثلة في الاستعانة بمصادر خارجية لطباعتها في الولايات المتحدة. تبلغ أبعاد أوراق النقد الورقية من فئة خمسة ينات 89 ملم × 174 ملم، وهي تُعرف عادةً باسم blacksmith five-yen (鍛冶屋5円) بسبب التصميم. يصور تصميم الوجه الأمامي الحدادين إلى جانب الأختام من البنك المعني بالإصدار. في هذه الأثناء، يظهر الجانب الخلفي إله الصيادين والحظ الياباني (إيبيسو). في يوليو 1877 أدرك رئيس الوزراء أوكوما شيجينوبو أن إبقاء اليابان على معيار الذهب أمر لا جدوى منه نظراً لانخفاض سعر الفضة. وهكذا ادخلت عملة الين الفضية الواحدة إلى التجارة المحلية في 27 مايو 1878، مما أدى إلى تحول اليابان إلى معيار الفضة بحكم الأمر الواقع. ولم يكن لهذا أي فائدة تُذكر بالنسبة للعملة الورقية، إذ استمرت في فقدان قيمتها مقابل العملات الفضية. علق إصدار الأوراق النقدية الوطنية في نهاية المطاف في عام 1880 من قِبل رئيس الوزراء آنذاك ماتسوكاتا ماسايوشي. خلال هذه الفترة، أدخل ماتسوكاتا سياسة ضبط المالية العامة التي أدت إلى ما أصبح يسمى "انكماش ماتسوكاتا". كان أهم هذه السياسات هو إنشاء نظام مصرفي مركزي من خلال "لائحة بنك اليابان" في 27 يونيو 1882، بموجب الإعلان رقم 32. من أجل تقليل التضخم، كان من المقرر جمع جميع الأوراق النقدية القديمة واستبدالها بأوراق نقدية من البنك المركزي. وكانت الخطوة الأولى في هذه العملية هي تعديل اللائحة في مايو 1883، الذي نص على استرداد وسحب الأوراق النقدية الوطنية. مع انخفاض كمية العملة الورقية المتداولة، زادت كمية احتياطيات الفضة. أدى هذا إلى ارتفاع قيمة العملة الورقية حتى أصبحت مساوية تقريبًا لقيمة العملات الفضية بحلول نهاية عام 1885. عُدل قانون البنك الوطني مرة أخرى في مارس 1896، مما ينص على حل البنوك الوطنية عند انتهاء صلاحياتها. كما حظر هذا التعديل تداول الأوراق النقدية الوطنية بعد 31 ديسمبر 1899. استغرقت عملية الاسترداد المستمرة وقتًا إضافيًا حيث لم تُزال الأوراق النقدية الوطنية بالكامل من التداول حتى عام 1904.

### أوراق نقدية معدلة من فئة "جينغو" (1882-1886)

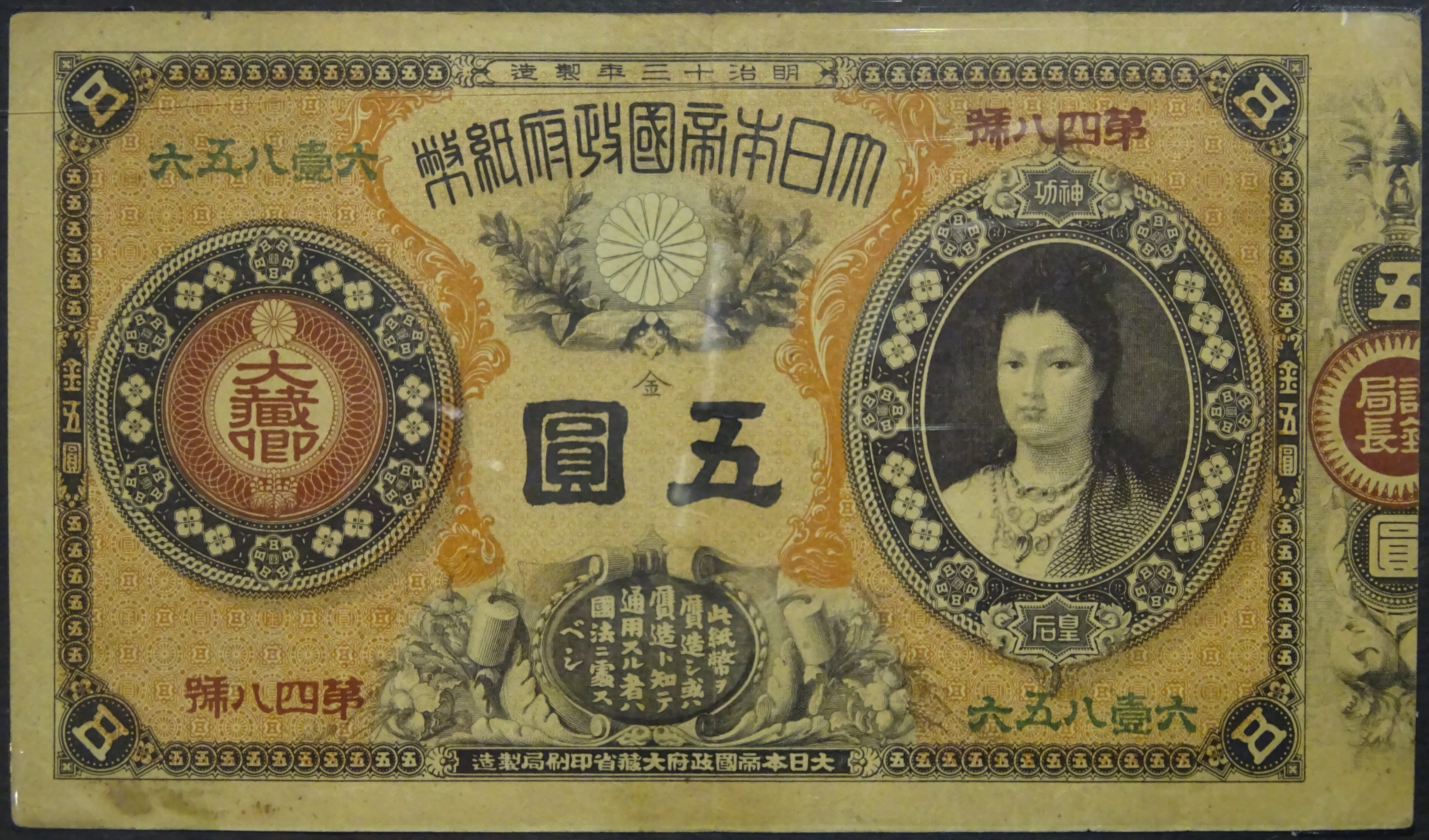
الوجه الأمامي لورقة نقدية من فئة 5 ين "جينغو"

طبعت الأوراق النقدية السابقة من فئة الخمسة ينات في عهد ميجي تسوهو باستخدام التكنولوجيا الغربية التي كانت لها عيوبها من حيث الجودة. بمرور الوقت، أصبحت هذه الأوراق النقدية الهشة متغيرة اللون بسهولة بسبب مناخ اليابان. كان التزوير مشكلة أخرى حيث وجد هؤلاء اللصوص في النهاية طريقة للتغلب على تصميم ميجي تسوهو المعقد. اتخذت الحكومة اليابانية إجراءً بإصدار سلسلة جديدة يشار إليها باسم modified banknotes (改造紙幣). يبلغ حجم الأوراق النقدية من فئة الخمس ين 83 ملم × 146 ملم، ويُشار إليها عادةً باسم Empress Jingu 5-yen notes (神功皇后5円札) بسبب تصميمها. تتميز هذه الأوراق النقدية بتمثيل فني للإمبراطورة جينغو بتكليف من النقاش الإيطالي إدواردو كيوسوني. يتميز هذا التصميم بكونه أول صورة شخصية على ورقة نقدية يابانية، والصورة الوحيدة لامرأة صورت في تاريخ العملة الورقية اليابانية. كما يوجد على الوجه الأمامي عقوبات مزيفة توسعت لاحقًا في عصر ميجي. في هذه الأثناء، يحمل الجانب الخلفي نقوشًا من وزارة المالية، ويعرض ختم أمين الخزانة. تحتوي هذه الأوراق النقدية أيضًا على علامة مائية، والتي كانت تعتبر ميزة رئيسية للمساعدة في مكافحة التزوير. صدرت أوراق نقدية معدلة بقيمة خمسة ينات في يوليو 1882 (العام الخامس عشر من ميجي)، كان من المقرر استبدالها بأوراق نقدية قديمة من ميجي تسوهو. خلال هذه الفترة وصل معدل التضخم إلى أعلى مستوى له على الإطلاق بسبب كمية العملة الورقية غير القابلة للتحويل المتداولة (انظر القسم أعلاه). اتخذت التدابير اللازمة، بما في ذلك إنشاء بنك مركزي يعرف باسم بنك اليابان في عام 1882. كان من المقرر سحب جميع الأوراق النقدية المتداولة لصالح العملات الفضية أو الأوراق النقدية المطبوعة حديثًا من بنك اليابان. استبدلت الأوراق النقدية المعدلة بقيمة خمسة ينات بالفضة بدءًا من يناير 1886 مع انخفاض الإنتاج لهذه السلسلة. اعتمدت الحكومة اليابانية معيار الذهب في 26 مارس 1897، مما أدى إلى تحويل استرداد الأوراق النقدية الحكومية من الفضة إلى الذهب. بدأ استبدال العملات الفضية القديمة بعملات ذهبية جديدة بنفس القيمة في الأول من أكتوبر عام 1897، واستمر حتى إغلاقه في الحادي والثلاثين من يوليو عام 1898. وفي نفس الوقت تقريبًا، حُدد موعد نهائي في يونيو 1898 لمنع تداول الأوراق النقدية الحكومية بحلول نهاية القرن. وإلغاء الأوراق النقدية المعدلة من فئة الخمسة ينات "جينغو" بحلول الموعد النهائي المحدد في 31 ديسمبر 1899.

## أوراق نقدية من بنك اليابان

### اوراق نقدية دايكوكوتين (1886-1939)

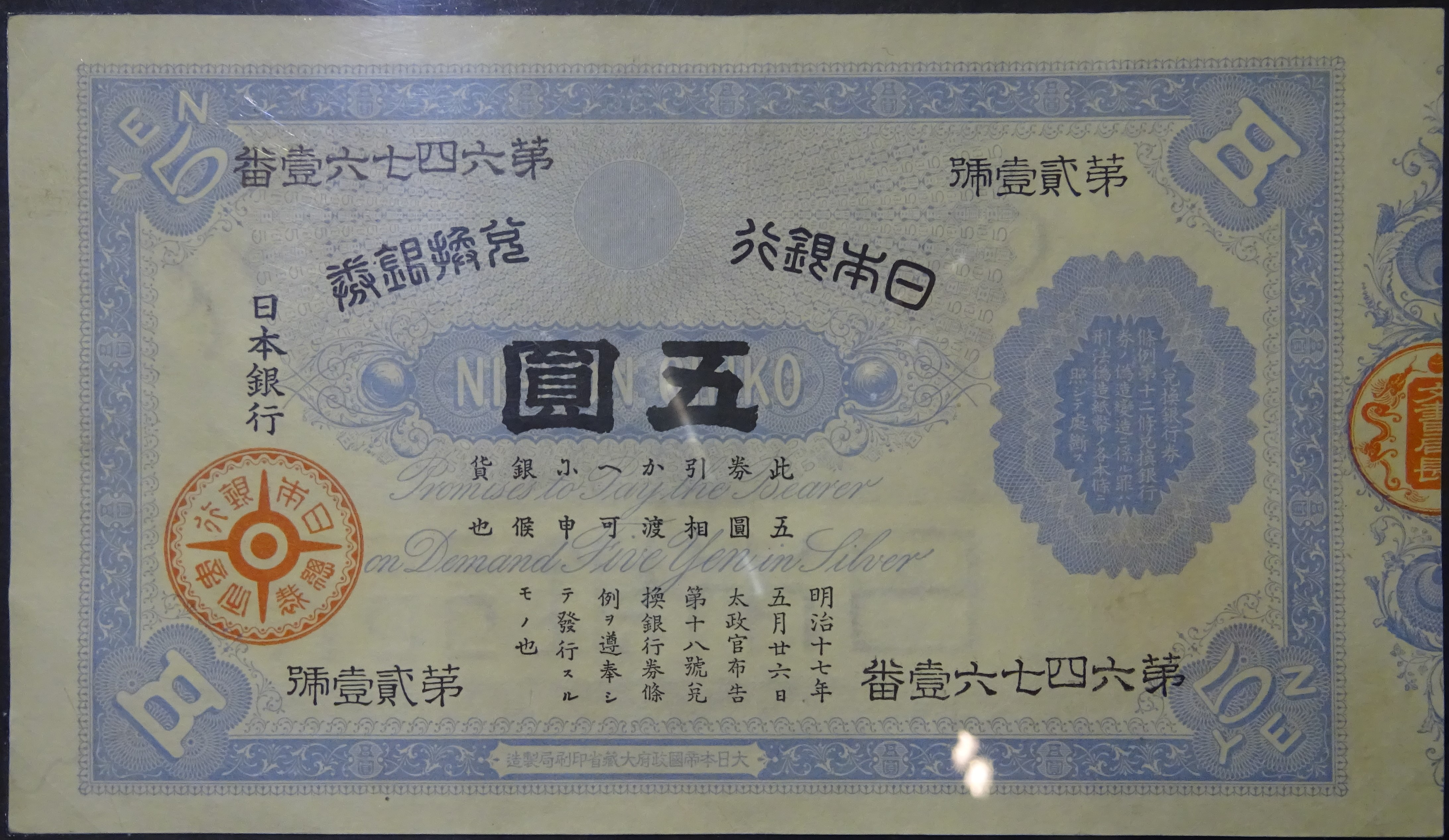
الوجه الأمامي لورقة نقدية من فئة 5 ين من نوع دايكوكوتين

في أوائل ثمانينيات القرن التاسع عشر، يتعامل رئيس الوزراء آنذاك ماتسوكاتا ماسايوشي مع مشكلة تضخم خطيرة. انخفضت قيمة الأوراق النقدية غير القابلة للتحويل الصادرة عن الحكومة والبنك الوطني بسبب وجود عدد كبير جدًا من الأوراق النقدية في التداول. ردًا على ذلك، أوقف ماسايوشي إصدار هذه الأوراق النقدية وأنشأ نظامًا مصرفيًا مركزيًا من خلال "لائحة بنك اليابان" في 27 يونيو 1882. بدأ بنك اليابان عملياته في 10 أكتوبر 1882، مع منحه صلاحية طباعة الأوراق النقدية التي يمكن استبدالها بالأوراق النقدية القديمة الصادرة عن الحكومة والبنك الوطني. جاءت الخطوة الأولى في هذه العملية مع تعديل اللائحة في مايو 1883، والذي نص على استرداد وسحب الأوراق النقدية الوطنية. لم يكن من الممكن إصدار أوراق نقدية جديدة خلال هذا الوقت بسبب وجود خلل بين العملات المعدنية والأوراق النقدية الموجودة فيما يتعلق بالفضة. كان استرداد العملة الورقية القديمة فعالاً في نهاية المطاف في تثبيت سعر سبيكة الفضة. أنشأت الحكومة اليابانية نظام الأوراق النقدية القابلة للتحويل بموجب إخطار داجو كوان رقم 18 في مايو 1884. في الوقت نفسه، انخفضت كمية العملة الورقية القديمة المتداولة، مما سمح لحجم احتياطيات الفضة بالنمو. أدى هذا إلى ارتفاع قيمة العملة الورقية حتى أصبحت مساوية تقريبًا لقيمة العملات الفضية بحلول نهاية عام 1885. هناك خلاف بين المصادر حول التاريخ الدقيق لإصدار أول أوراق نقدية من بنك اليابان. تُشير المصادر الأقدم إلى تاريخ في مكان ما في "مايو 1885" مع إشارة أحد المصادر على وجه التحديد إلى 9 مايو 1885. وفي نهاية المطاف، وضعت اليابان على معيار الفضة مع سن قوانين لإصدار الفضة للأوراق النقدية بدءًا من يناير 1886. صدرت أول خمس أوراق نقدية من فئة الين في وقت واحد أو في وقت متزامن تقريبًا خلال هذا الوقت في 4 يناير 1886 (السنة 19 من ميجي).
يُطلق على الأوراق النقدية الخمس ين من هذه السلسلة اسم Ura Daikoku 5 yen (裏大黒5円) على اسم الإله المحظوظ Daikokuten الذي ظهر في التصميم. يُشار إليها رسميًا باسم former convertible banknotes (旧兌換銀行券) فيما يتعلق بالأحداث التي وقعت منذ إصدارها. يبلغ حجم الأوراق النقدية من فئة خمسة ينات 87 ملم × 152 ملم، صممها النقاش الإيطالي إدواردو كيوسوني. استخدم Ura لتسمية هذه النوتات حيث يظهر دايكوكوتين على الجانب الخلفي داخل الدائرة. ويظهر على الوجه الأمامي للعملة عبارة "NIPPON GINKO تتعهد بدفع خمسة ينات لحامليها عند الطلب" بالفضة، مع كتابة غرامات التزوير بالكانجي. تتضمن ميزات الأمان علامة مائية مكتوب عليها "ورقة نقدية من بنك اليابان" عند وضعها أمام مصدر ضوء. لم تُطبع أوراق نقدية من فئة خمسة ين من فئة دايكوكو إلا لعدة سنوات بسبب مشاكل تتعلق بالتصميم. أحد هذه العيوب هو إضافة "مسحوق الكونجاك" لزيادة قوة المنقار. انتهى الأمر بهذا المسحوق إلى جذب الفئران والحشرات التي من شأنها أن تتلف الفواتير بسهولة عن طريق مضغها. هناك مشكلة أخرى تتعلق بـ "الحبر الأزرق" الموجود في العلامة المائية الذي استخدم لمنع التزوير. خُلط الحبر المستخدم مع الرصاص الأبيض كصبغة مما أدى إلى تحوله إلى اللون الأسود عندما تفاعل مع كبريتيد الهيدروجين في مناطق الينابيع الساخنة. وفي وقت لاحق، اعتمدت الحكومة اليابانية معيار الذهب في 26 مارس 1897، مما أدى إلى تحويل استرداد أوراق بنك اليابان من الفضة إلى الذهب. بدأ استبدال العملات الفضية القديمة بعملات ذهبية جديدة بنفس القيمة في الأول من أكتوبر عام 1897، واستمر حتى إغلاقه في الحادي والثلاثين من يوليو عام 1898. ظلت هذه الأوراق النقدية قابلة للاسترداد بالذهب حتى سبتمبر 1917، بسبب حظر الذهب الذي استمر حتى يناير 1930. الغيت أوراق دايكوكو بقيمة خمسة ين في النهاية في 31 مارس 1939 (السنة 14 من شووا) مع دخول قانون جديد للخدمات المصرفية القابلة للتحويل حيز التنفيذ.

### الأوراق النقدية القابلة للتحويل المعدلة (1888-1939)

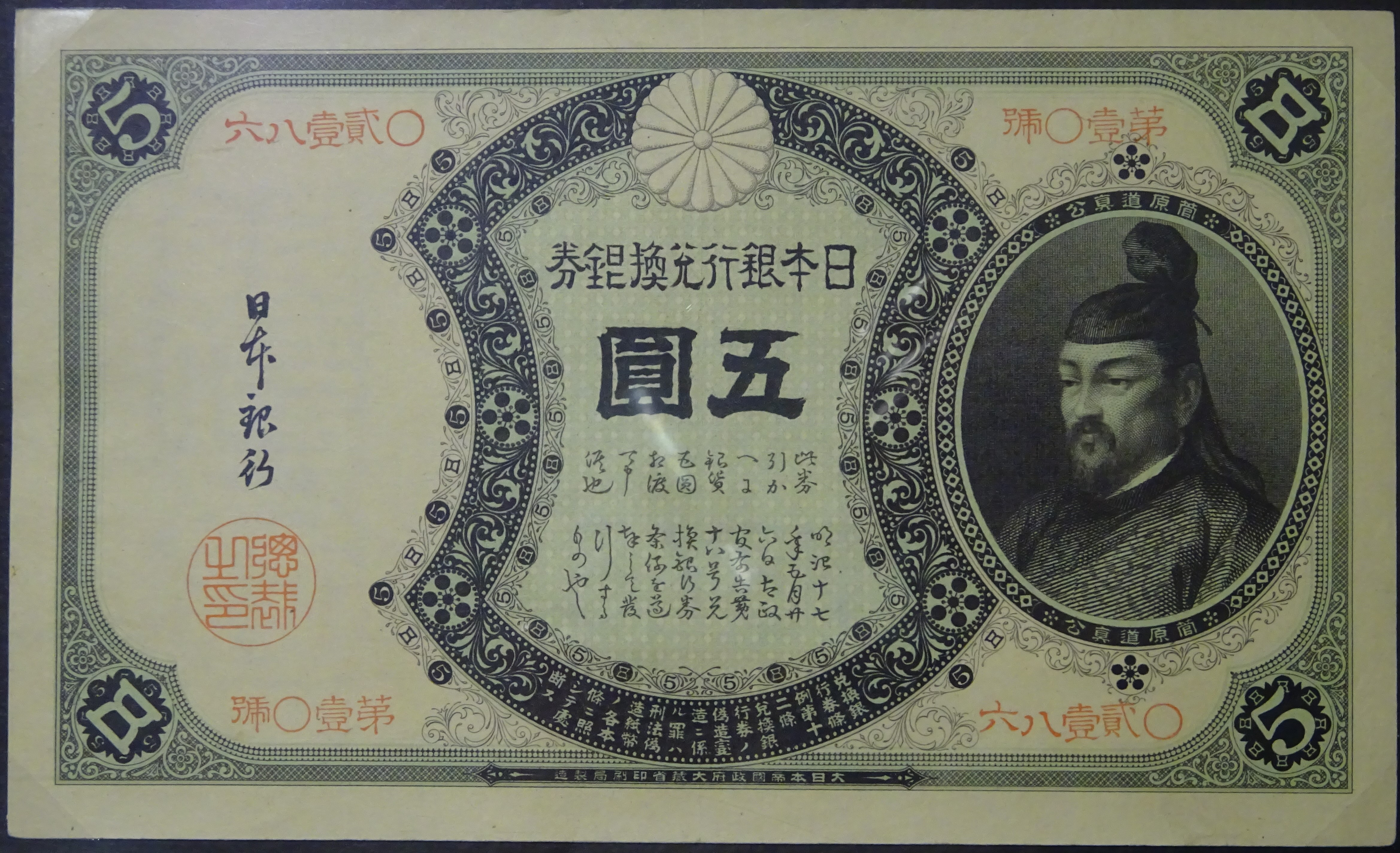
تتميز أوراق النقد فئة خمسة ين من هذه السلسلة بتصميم وجه يشبه شكل وزن الفوندو.

في 3 ديسمبر 1888 (السنة الحادية والعشرون من عهد ميجي) طبع بنك اليابان شهادات فضية جديدة بقيمة خمسة ينات لتحل محل أوراق "دايكوكوتين" القديمة. كان لا بد من اتخاذ هذا الإجراء لمعالجة عيوب التصميم التي تسببت في أكل السلسلة الأخيرة وتغير لونها. تُعرف الأوراق النقدية المعدلة بقيمة خمسة ينات عادةً باسم weight 5 yen (分銅5円) نسبةً إلى تصميمها. يُشار إليها رسميًا باسم former convertible banknotes (旧兌換銀行券) فيما يتعلق بالأحداث التي وقعت منذ إصدارها. تبلغ أبعاد جميع الأوراق النقدية من هذه السلسلة 95 ملم × 159 ملم، وتحمل صورة الباحث، الشاعر، والسياسي من عصر هييان سوغاوارا نو ميتشيزاني على الوجه الأمامي. يُطلق اسم الوزن على التصميم الموجود بجوار الصورة والذي يشبه fundō weight (分銅)، استخدمه التجار في فترة إيدو. في الوقت نفسه، يتضمن الجانب الخلفي من الأوراق النقدية صياغة قابلة للتحويل باللغة الإنجليزية تشير إلى حالة استرداد الأوراق النقدية مقابل الفضة. تتضمن ميزات الأمان علامات مائية مكتوب عليها "ورقة نقدية من فئة خمسة ينات فضية قياسية" عند وضعها أمام مصدر ضوء. في الأصل، كان من المفترض أن تكون هذه الأوراق النقدية بمثابة شهادات فضية يمكن تحويلها من خلال معاملة بنكية إلى عملة فضية. نشأت المشاكل عندما تخلت الدول الأجنبية عن معيار الفضة مما أدى إلى زيادة كبيرة في إنتاج الفضة في جميع أنحاء العالم. مع انخفاض سعر الفضة انخفضت قيمة الين الفضي معها مما تسبب في التضخم. أتيحت فرصة التغيير في أعقاب الحرب الصينية اليابانية الأولى عندما حصلت الحكومة اليابانية على تعويضات كبيرة. استخدم هذا التعويض لسك العملات الذهبية بدءًا من أكتوبر 1897 عندما تحولت الحكومة من معيار الفضة إلى معيار الذهب. بدأ استبدال العملات الفضية القديمة بعملات ذهبية جديدة بنفس القيمة في الأول من أكتوبر عام 1897، واستمر حتى إغلاقه في الحادي والثلاثين من يوليو عام 1898. وفي نهاية المطاف، صدرت سلسلة أخرى من العملات بقيمة خمسة ينات في عام 1899، وهو ما عكس الانتقال من معيار الفضة إلى معيار الذهب. ظلت أوراق النقد من فئة خمسة ينات قابلة للاسترداد بالذهب حتى سبتمبر 1917، بسبب حظر الذهب الذي استمر حتى يناير 1930. الغيت في النهاية في 31 مارس 1939 (السنة 14 من شووا) مع دخول قانون جديد للخدمات المصرفية القابلة للتحويل حيز التنفيذ.

### اوراق نقدية الأساسية (1930-1946)

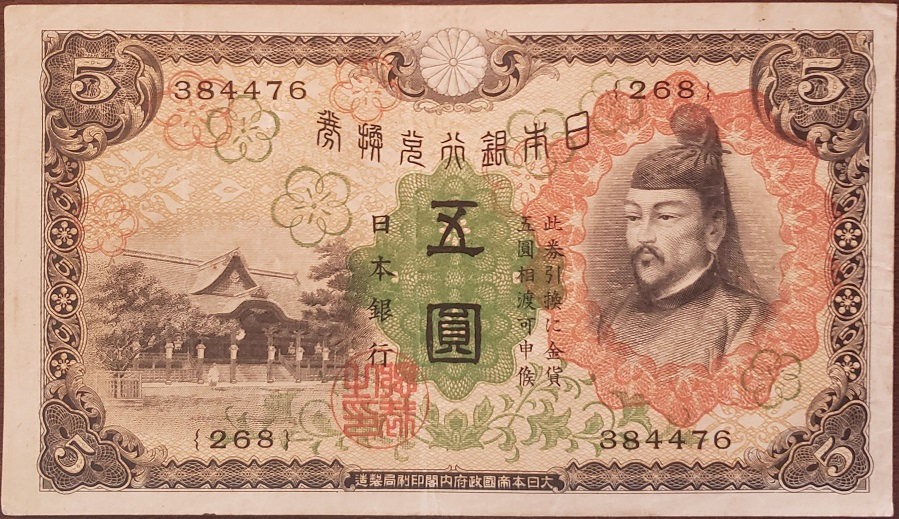
ورقة نقدية بقيمة خمسة ينات "أساسية" من عام 1930 (الوجه)

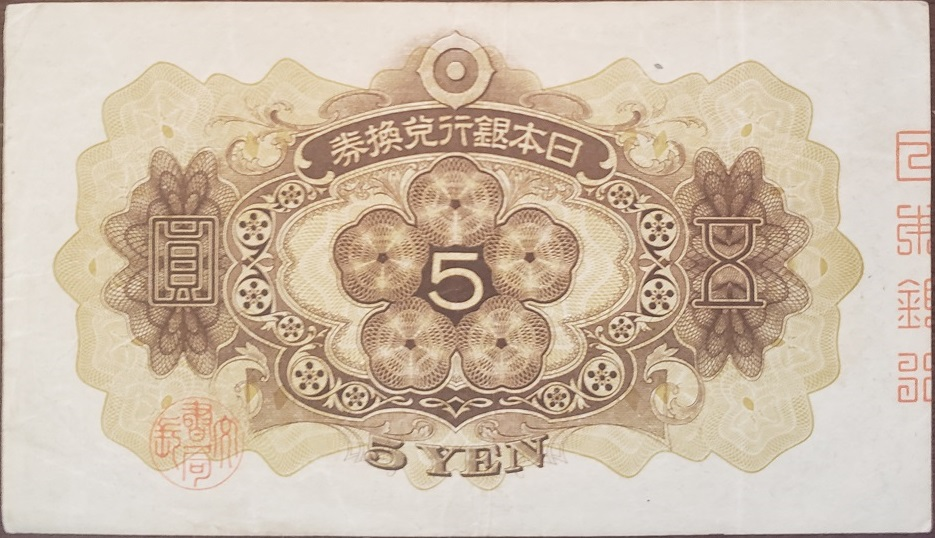
ورقة نقدية من فئة خمسة ينات من عام 1930 (الوجه الخلفي)

### اورق نقدية ثانوية (1942-1946)

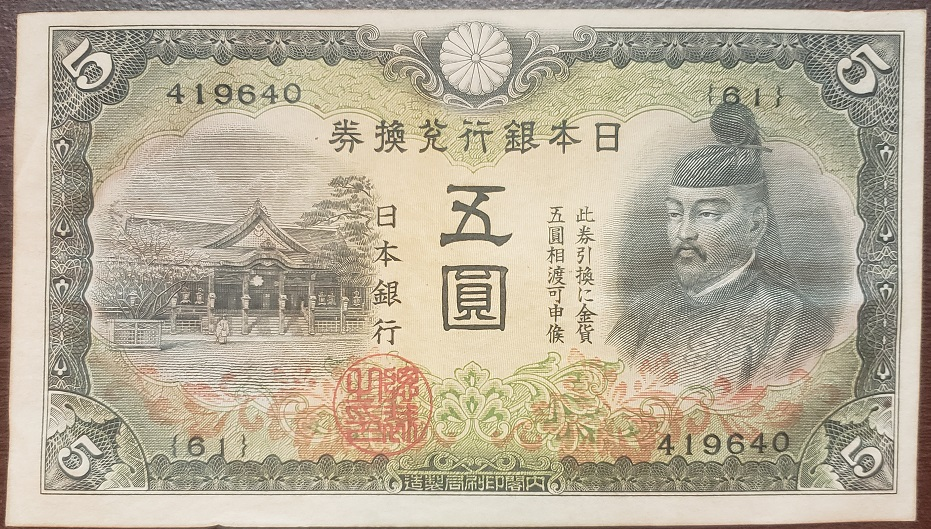
ورقة نقدية "ثانوية" بقيمة خمسة ينات

### سلسلة (1946-1955)

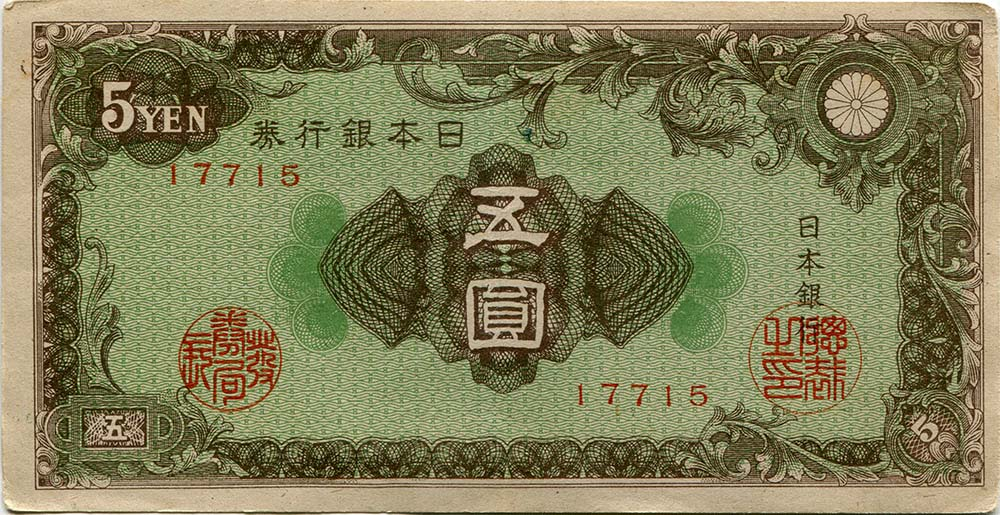
الوجه الآخر لسلسلة "أ"

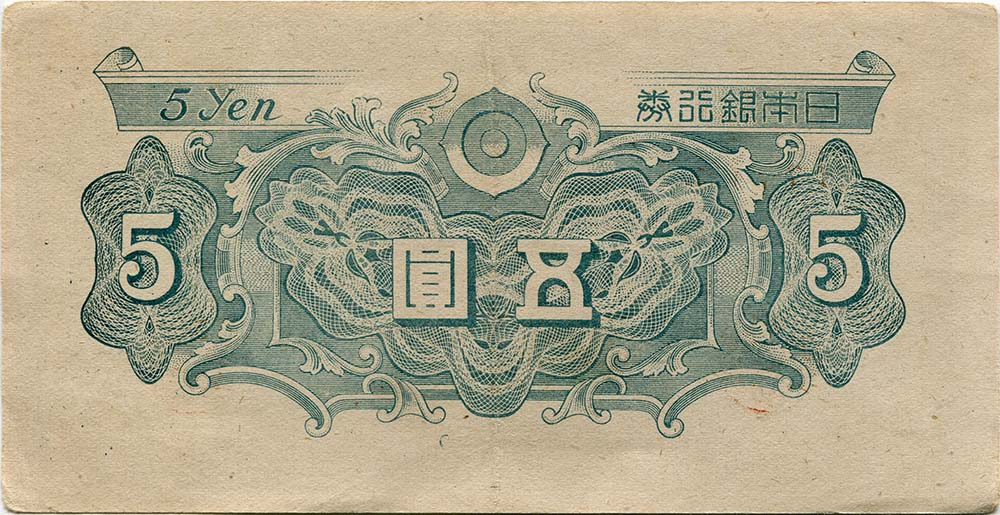
"سلسلة" عكسية